# Plessis, New York
Plessis är en ort i Jefferson County i delstaten New York, USA.